# Дворец Украина (станция метро)
«Дворе́ц Украи́на» (укр. «Пала́ц Украї́на»,  (слушать)о файле) — 26-я станция Киевского метрополитена. Расположена в Печерском районе, на Оболонско-Теремковской линии, между станциями «Олимпийская» и «Лыбедская». Открыта 30 декабря 1984 года под названием «Красноармейская». Нынешнее название по расположенному неподалёку Национальному дворцу искусств «Украина» — со 2 февраля 1993 года. Пассажиропоток — 21,0 тыс. чел./сутки.

## Конструкция
Станция глубокого заложения. Имеет три подземных зала — центральный и два боковых с посадочными платформами. Залы станции соединены между собой рядом проходов-порталов, которые чередуются с пилонами. Средний зал при помощи эскалаторного тоннеля с трёхленточным одномаршевым эскалатором соединён с подземным вестибюлем, который выходит в подземный переход под Большой Васильковской улицей. Наземный вестибюль отсутствует.

## Описание
Оформление станции полностью соответствует её прежнему названию: пилоны с торцами из нержавеющей стали облицованы красной смальтой, в торце центрального зала — композиция с изображением красноармейца, путевые стены с красными звездами — эмблемами Красной и Советской Армии на дверцах кабельных шкафов на путевых стенах. В оформлении использован ряд очень интересных приёмов. Пилоны станции сравнительно узкие, их торцевые части покрыты нержавеющей сталью, а боковые поверхности — рельефной красной смальтой, стилизованной под пламя. В торце центрального зала — мозаичное панно с изображением красноармейца с винтовкой. Портал эскалатора и туннельные порталы на платформах также покрыты красной смальтой.
На этой станции одновременно со станцией «Серпуховская» Московского метрополитена была использована экспериментальная технология освещения на основе световода. На обеих станциях эксперимент не удался, конструкция световода оказалась технически несовершенной и была заменена на кольцевые светильники, оказавшиеся лишними в киевском музее Ленина (ныне — «Украинский Дом»).
Летом 2015 года,  согласно решению Киевсовета «О замене коммунистической символики на зданиях и сооружениях, на станции «Дворец Украина» закрыто мозаичное панно «Красноармеец» и две чеканки — «Звезда Красной армии» и «Звезда Советской армии».

## Изображения
- Мозаика в торце центрального зала
- Звезда Красной Армии на путевой стене
- Звезда Советской Армии на путевой стене
- Светильники в центральном зале
- Посадочная платформа в сторону «Лыбедской»
- Название станции на путевой стене

## Режим работы
Открытие — 5:35, закрытие — 0:02
Отправление первого поезда в направлении:

ст. «Героев Днепра» — 5:41

ст. «Выставочный центр» — 5:54
Отправление последнего поезда в направлении:

ст. «Героев Днепра» — 0:12

ст. «Выставочный центр» — 0:25